# نادره سالارپور
نادره سالارپور دوبلور، گوینده، فعال فرهنگی و برنامه ساز کودک اهل ایران است.

## زندگی هنری
نادره سالارپور در تهران متولد شد. او برادرزادهٔ دو خوانندهٔ مشهور، هایده و مهستی است و از سنین کودکی به دعوت منصور غزنوی (همسر خواهرش) کار دوبله را آغاز کرد. او گویندگی شخصیت کارتونی محبوب پینوکیو (پینوکیو) را به عهده داشته‌است.
سالارپور غالباً گویندگی نقش‌های فعال و بچه‌های شیطان را به عهده می‌گرفت؛ از جمله در سریال خارجی خانه کوچک (مری اینگلز) و کارتون‌های پینوکیو (پینوکیو)، بلفی و لی‌لی‌بیت (لی‌لی‌بیت)، ماجراهای تام سایر (تام) و پسر شجاع (پسر شجاع - از ابتدا تا میانهٔ سریال) که از به‌یادماندنی‌ترین کارهای وی به‌شمار می‌آیند. همچنین صدای او در نوار قصه‌های سوپراسکوپ ۴۸ داستان شنیده می‌شد.
او تا چندی پس از انقلاب در ایران به سر می‌برد و شرکت آموزشی - سرگرمی زنگ تفریح را مدیریت می‌کرد که کار آن تهیه و تولید نوار قصه برای کودکان بود. وی در سال ۱۳۶۴ به فرانسه مهاجرت کرد و مهوش افشاری جایگزین او برای صداپیشگی نقش پسر شجاع (با تیپ مشابه سالارپور) شد و تا پایان مجموعه ادامه داد.
سالارپور پس از گذراندن دوره‌های تئاتر عروسکی در فرانسه، در رشتهٔ نمایش برای بچه‌ها در دانشگاه نیویورک تحصیل کرد.
سالارپور پس از هفت سال زندگی در فرانسه، در سال ‏۱۹۹۱ به لس آنجلس آمد و هم‌اکنون در لس آنجلس زندگی می‌کند. او رادیو و تلویزیونی مخصوص کودکان به زبان فارسی و نیز استودیوی دوبلاژ راه‌اندازی کرده‌است. همچنین وی به همراه همسرش جمشید کاظمی در «رادیو همراه» برنامه‌ای به نام «همراه با لبخند» اجرا می‌کند.

## دوبله
گویندگی‌های شاخص نادره سالارپور:
| نام اثر                 | نقش                        | نکات                             |
| ----------------------- | -------------------------- | -------------------------------- |
| ماجراهای پینوکیو        | پینوکیو                    |                                  |
| بلفی و لی‌لی‌بیت          | لی‌لی‌بیت                    |                                  |
| ماجراهای تام سایر       | تام                        |                                  |
| پسر شجاع                | پسر شجاع                   | اولین دوبلور (و سپس مهوش افشاری) |
| ماجراهای سندباد         | حسن                        | در چند قسمت                      |
| بامبی                   | تامپر (بچه خرگوش)          | محصول ۱۹۴۲ والت دیزنی            |
| فیلم پویانمایی رابین‌هود | اسکیپی (بچه خرگوش کماندار) | محصول ۱۹۷۳ والت دیزنی            |
| جک و لوبیای سحر آمیز    | پرنسس مارگریت              | دوبله اول                        |
| دنیای قشنگ شارلوت       | دختربچه                    |                                  |

| نام اثر           | نام بازیگر          | نقش                               | نکات                        |
| ----------------- | ------------------- | --------------------------------- | --------------------------- |
| شاهد عینی         | مارک لستر           | زیگی                              |                             |
| دیمین: طالع نحس ۲ | جاناتان اسکات-تیلور | دیمین تورن                        |                             |
| شاهزاده و گدا     |                     | دختر درباری                       |                             |
| پیرمرد و دریا     | فلیپه پازوس         | پسر                               |                             |
| غریبه‌ها در قطار   | پاتریشیا هیچکاک     | باربارا مورتون                    | عنوان دیگر: بیگانگان در ترن |
| آوای برنادت       | ماری آندرسون        | جین (دوست برنادت) ملکه            | مدیر دوبلاژ: احمد رسول زاده |
| خانه کوچک         | ملیسا سو اندرسون    | مری اینگلز - به همراه نقش‌های دیگر | مجموعه تلویزیونی            |